# ماخنووک
ماخنووک (به لاتین: Machnówek) یک روستا در لهستان است که در گمینا اولخووک واقع شده‌است. ماخنووک ۱۷۰ نفر جمعیت دارد.